# Iolaus theodori
Iolaus theodori är en fjärilsart som beskrevs av Henry Stempffer 1970. Iolaus theodori ingår i släktet Iolaus och familjen juvelvingar. Inga underarter finns listade i Catalogue of Life.